# Ramsay (Familienname)
Ramsay ist ein englischer Familienname.

## Pseudonym
- Ramsay (1895–1944), deutscher Agent, siehe Richard Sorge

## Namensträger

### A
- Alexander Ramsay (Militär) († 1342), schottischer Adliger und Militär
- Alexander Ramsay (Admiral) (1881–1972), britischer Admiral
- Alexander Ramsay, 2. Baronet (1785–1852), britischer Adliger und Politiker
- Alexander Ramsay, 5. Baronet (1813–1875), britischer Adliger und Politiker
- Alexander Ramsay (Politiker) (1887 – 1969), britischer Politiker
- Alison Ramsay (* 1959), britische Hockeyspielerin
- Alistair Ramsay (1924–2021), australischer Basketball-Funktionär
- Allan Ramsay (Autor) (1686–1758), schottischer Dichter
- Allan Ramsay (Maler) (1713–1784), schottischer Maler
- Andrew Ramsay (1814–1891), schottischer Geologe
- Andrew Michael Ramsay (1686–1743), schottischer Schriftsteller
- Anne Ramsay (* 1960), US-amerikanische Schauspielerin
- Archibald Maule Ramsay (1894–1955), britischer Politiker
- Arthur Ramsay, 14. Earl of Dalhousie (1878–1928), britischer Adliger und Soldat
- August Ramsay (1859–1943), finnischer Senator und nachmaliger Minister

### B
- Bertram Ramsay (1883–1945), britischer Admiral
- Bill Ramsay (1929–2024), US-amerikanischer Jazzmusiker und Bandleader
- Bob Ramsay (1865–1910), schottischer Fußballspieler

### C
- Calvin Ramsay (* 2003), schottischer Fußballspieler
- Charles Ramsay, 7. Earl of Dalhousie (vor 1729–1764), britischer Adliger und Soldat
- Charles Aloysius Ramsay († nach 1681), schottischer Gelehrter, Übersetzer und Stenograf
- Craig Ramsay (* 1951), kanadischer Eishockeyspieler und -trainer

### D
- David Ramsay (Uhrmacher) († um 1653), schottischer Uhrmacher
- David Ramsay (Historiker) (1749–1815), US-amerikanischer Historiker und Politiker
- Douglas Ramsay (1945–1961), US-amerikanischer Eiskunstläufer

### E
- Edward Pierson Ramsay (1842–1916), australischer Ornithologe
- Ella Ramsay (* 2004), australische Schwimmerin

### F
- Fox Maule-Ramsay, 11. Earl of Dalhousie (1801–1874), britischer Politiker
- Francis Dennis Ramsay (1925–2009), schottischer Maler
- Frank Plumpton Ramsey (1903–1930), britischer Mathematiker und Philosoph

### G
- George Ramsay, 1. Lord Ramsay of Dalhousie (nach 1570–1629), britischer Adliger und Politiker
- George Ramsay, 2. Earl of Dalhousie († 1673/1674), britischer Adliger
- George Ramsay, 4. Earl of Dalhousie (um 1668–1696), schottischer Adliger
- George Ramsay, 8. Earl of Dalhousie (um 1730–1787), britischer Adliger und Politiker
- George Ramsay, 9. Earl of Dalhousie (1770–1838), britischer Soldat und Kolonialbeamter
- George Ramsay, 12. Earl of Dalhousie (1806–1880), britischer Adliger und Soldat
- George Ramsay (1855–1935), schottischer Fußballspieler und -trainer
- Gordon Ramsay (* 1966), britischer Koch und Buchautor

### H
- Hans von Ramsay (1862–1938), deutscher Offizier und Forschungsreisender
- Henrik Ramsay (1886–1951), finnischer Chemiker, Manager und Politiker, Minister

### I
- Iain Ramsay (* 1988), philippinischer Fußballspieler

### J
- Jack Ramsay (1925–2014), US-amerikanischer Basketballtrainer und Sportkommentator
- Jakob von Ramsay (1589–1639), schwedischer General
- James Ramsay (Politiker) (1916–1986), australischer Offizier und Politiker
- James Ramsay, 10th Baronet (1832–1925), britischer Historiker
- James Ramsay, 17. Earl of Dalhousie (* 1948), britischer Investmentbanker, Lord Steward of the Royal Houshold
- James Broun-Ramsay, 1. Marquess of Dalhousie (1812–1860), britischer Politiker, Mitglied des House of Commons und Vizekönig von Indien
- James Graham Ramsay (1823–1903), US-amerikanischer Arzt, Plantagenbesitzer und Politiker
- Jamie Ramsay (Leichtathlet) (* 20. Jahrhundert), britischer Langstreckenläufer
- Jamie D. Ramsay (* 20. Jahrhundert), südafrikanischer Kameramann
- John Ramsay, 1. Lord Bothwell (um 1464–1513), schottischer Adliger
- John Ramsay, 1. Earl of Holderness (um 1580–1626), schottischer Adliger
- John Ramsay, 1. Baronet (of Whitehill) (1624–1674), schottischer Adliger
- John Ramsay, 2. Baronet (of Whitehill) (1645–1715), schottischer Adliger
- John Ramsay, 3. Baronet (of Whitehill) († 1717), britischer Adliger
- John Ramsay, 3. Baronet (of Banff House) († 1738), britischer Adliger
- John Ramsay, 5. Baronet (of Whitehill) (1720–1744), britischer Adliger
- John Ramsay, 5. Baronet (of Banff House) († 1783), britischer Adliger
- John Ramsay (Offizier) (1775–1842), britischer Offizier und Politiker
- John Ramsay (Politiker) (1814–1892), britischer Politiker
- John Ramsay, 13. Earl of Dalhousie (1847–1887), britischer Adliger und Politiker
- John Ramsay, 15. Earl of Dalhousie (1904–1950), britischer Adliger und Offizier
- John Ramsay (Mediziner) (1872–1944), schottisch-australischer Chirurg und Cricketspieler
- John Ramsay (Magier) (1877–1962), schottischer Magier
- John Ramsay (Schatzmeister), schottischer Politiker
- John Ramsay (Basketballspieler) (* 1925), US-amerikanischer Basketballspieler und -trainer
- John G. Ramsay (1931–2021), britischer Strukturgeologe
- Jully Ramsay (1865–1919), finnische Genealogin

### L
- Lynne Ramsay (* 1969), schottische Filmemacherin

### M
- Margaret Ramsay (* 1946), australische Mittelstreckenläuferin und Sprinterin
- Margaret Ramsay-Hale (* 1966), Richterin in der Karibik
- Mark F. Ramsay (* um 1960), pensionierter Generalleutnant der US Air Force
- Meta Ramsay, Baroness Ramsay of Cartvale (* 1936), britische Politikerin

### P
- Patrick Ramsay (1879–1962), britischer Diplomat
- Paul Andrew Ramsay (* 1955), britischer Diplomat
- Peter de Ramsay († 1256 oder 1257), schottischer Geistlicher

### R
- Rob Ramsay (* 1986), kanadischer Schauspieler
- Robert Lincoln Ramsay (1877–1956), US-amerikanischer Politiker
- Ryan Ramsay (* 1983), kanadischer Eishockeyspieler

### S
- Simon Ramsay, 16. Earl of Dalhousie (1914–1999), britischer Politiker (Conservative Party)

### T
- Tamara Ramsay (1895–1985), deutsche Kinderbuchautorin
- Thomas Ramsay (1877–1956), schottischer Politiker
- Todd Ramsay (* 1947), US-amerikanischer Filmeditor

### W
- Wilhelm Ramsay (1865–1928), finnischer Geologe
- William Ramsay, 1. Earl of Dalhousie († 1672), schottischer Politiker und Soldat
- William Ramsay, 3. Earl of Dalhousie († 1682), schottischer Politiker und Soldat
- William Ramsay, 5. Earl of Dalhousie († 1710), schottischer Adliger, Soldat und Politiker
- William Ramsay, 6. Earl of Dalhousie (1660–1739), schottischer Adliger und Soldat
- William Ramsay (Altphilologe) (1806–1865), schottischer Altphilologe und Hochschullehrer
- William Ramsay (1852–1916), schottischer Chemiker und Nobelpreisträger
- William Ramsay (Fabrikant) (1868–1914), australischer Fabrikant
- William Beattie Ramsay (1895–1952), kanadischer Eishockeyspieler, -trainer und -schiedsrichter, siehe Beattie Ramsay
- William Mitchell Ramsay (1851–1939), schottischer Althistoriker und Klassischer Archäologe

## Fiktive Figuren
- James Ramsay (Jakob von Ramsay), literarische Gestalt in Der abenteuerliche Simplicissimus